# Tonga (peuple de Zambie et du Zimbabwe)
Pour les articles homonymes, voir Tonga (homonymie).
Ne doit pas être confondu avec Tonga (peuple du Mozambique).
Les Tonga sont une population bantoue d'Afrique australe, vivant principalement au sud de la Zambie dont ils constituent l'un des groupes ethno-linguistiques les plus nombreux. D'importantes communautés vivent également au Zimbabwe, ainsi qu'au Malawi, sur les rives du lac Malawi.

## Ethnonymie

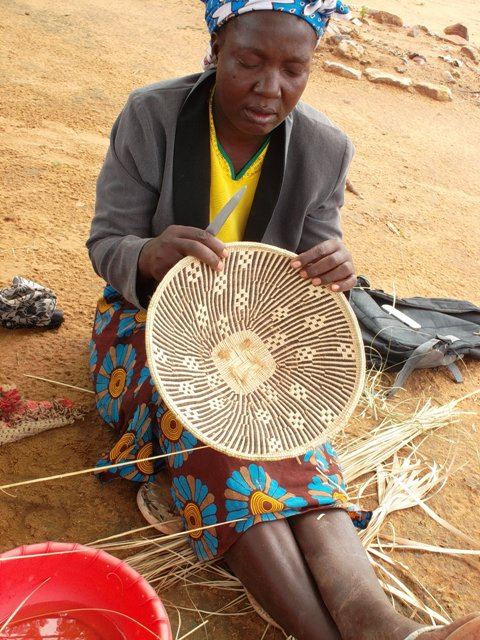
Femme confectionnant un panier décoré à Harare.

Selon les sources et le contexte, on observe différentes formes : Batonga, Batonka, Gwembe Tonga, Thonga, Toka, Tongas, Tonka.

## Langue

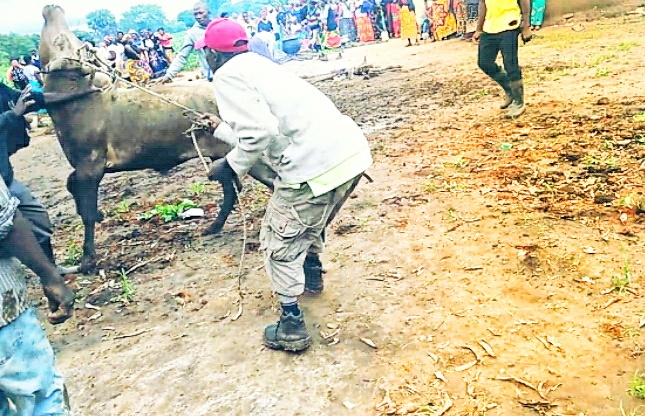
Tradition funéraire en Zambie.

Leur langue est le chitonga, une langue bantoue dont le nombre de locuteurs était estimé à 1 127 000 en 2001.

### Discographie
- (en) Across the waters Batonga : the music of the Batonga of Zambia and Zimbabwe, St. Sharp Wood Productions, Utrecht ; Choma Museum & Crafts centre, Choma, 1997, 1 CD (67 min) + 1 brochure
- (en) Northern and central Malawi : Nyasaland : 1950 '57 '58 (Tonga, Tumbuka, Cewa), International Library of African Music, 2000